# Diethofencarb
Diethofencarb (ISO-naam) is een fungicide. Het is werkzaam tegen gloeosporiumrot en grauwe schimmel (Botrytis-rot) op appel- en perenbomen of wijnstokken.
Diethofencarb kan gebruikt worden tegen schimmelstammen die resistent zijn tegen benzimidazolen. Om resistentievorming te vermijden wordt het gebruikt samen met of afwisselend met een anti-botrytisfungicide met een andere werking.
Het fungicide is ontwikkeld door Sumitomo Chemical Company uit Japan (merknaam Powmyl). Sumico is een product met de twee werkzame stoffen carbendazim (een benzimidazool) en diethofencarb. Kenogard uit Spanje, een dochtermaatschappij van Sumitomo Chemical, verkoopt het onder de merknaam Sumifol D. De octrooibescherming van het product is inmiddels voorbij.

## Regelgeving
De Europese Commissie besliste in 2008 om diethofencarb niet op te nemen in de lijst van gewasbeschermingsmiddelen die de lidstaten van de Europese Unie kunnen erkennen; dit omdat de oorspronkelijke aanvrager zijn steun voor de opneming van de stof vrijwillig had ingetrokken. De beslissing heeft niets te maken met de eventuele schadelijkheid van de stof. De bestaande erkenningen moesten ten laatste op 31 december 2010 ingetrokken worden. Lidstaten konden toelaten dat bestaande voorraden nog tot 31 december 2011 werden gebruikt. In België is één product op basis van diethofencarb erkend: Frugico van Globachem.